# Oxira brevipennis
Oxira brevipennis är en fjärilsart som beskrevs av Taco Hajo van Wisselingh 1959. Oxira brevipennis ingår i släktet Oxira och familjen nattflyn. Inga underarter finns listade i Catalogue of Life.